# Блоксом (Вирџинија)
Блоксом (енгл. Bloxom) град је у америчкој савезној држави Вирџинија. По попису становништва из 2010. у њему је живело 387 становника.

## Демографија
Према попису становништва из 2010. у граду је живело 387 становника, што је 8 (2,0%) становника мање него 2000. године.
| Група             | 2000.       | 2010.       |
| Белци             | 306 (77,5%) | 285 (73,6%) |
| Афроамериканци    | 26 (6,6%)   | 50 (12,9%)  |
| Азијати           | 0 (0,0%)    | 0 (0,0%)    |
| Хиспаноамериканци | 56 (14,2%)  | 42 (10,9%)  |
| Укупно            | 395         | 387         |